# Arquà Petrarca
Arquà Petrarca [arˈkwa peˈtrarka] es un municipio italiano situado en la provincia de Padua, en el Véneto. Tiene una población estimada, a fines de mayo de 2024, de 1799 habitantes.
Forma parte de la asociación Los Pueblos más Bonitos de Italia (I borghi più belli d'Italia).

## Lugares de interés

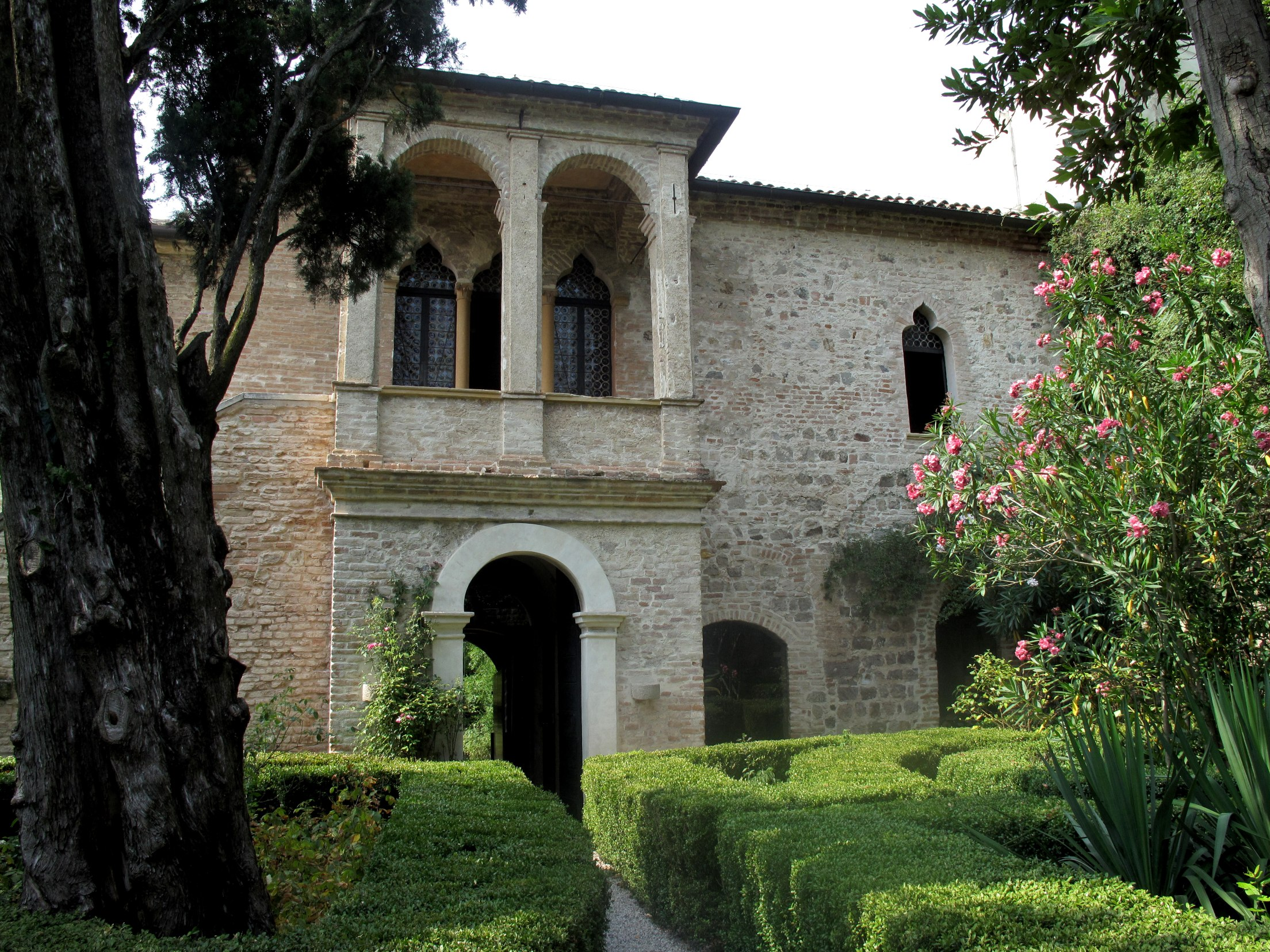
Casa del Petrarca

- Casa del Petrarca. En 1369 el poeta Francesco Petrarca, cansado de deambular constantemente y ya viejo y enfermo, hizo renovar una casa en el pueblo euganeo de Arquà y la eligió como refugio para sus últimos días.

La casa quizás fue donada a Petrarca por Francesco I da Carrara, señor de Padua y sincero amigo del poeta. Petrarca decidió restaurarla, adaptándola a sus necesidades y supervisando personalmente la obra.
El edificio, que data del siglo XIII, aún mantiene gran parte de sus estructuras originales del siglo XIV, a pesar de numerosas restauraciones y modificaciones.

## Evolución demográfica
| Gráfica de evolución demográfica de Arquà Petrarca entre 1861 y 2024 |
|                                                                      |
| Fuente: ISTAT - Elaboración gráfica de Wikipedia                     |